# Paul Fentz
Paul Fentz (* 8. September 1992 in Berlin) ist ein deutscher Eiskunstläufer, der im Einzellauf startete.

## Karriere
Paul Fentz begann im Alter von drei Jahren mit dem Eislaufen. Der Sportsoldat startet für den SC Berlin und wird von Romy Oesterreich trainiert.
Seit 2012 erreichte Fentz stets das Podium bei den Deutschen Meisterschaften. Sein Debüt bei Europameisterschaften beendete er 2012 auf dem 17. Platz. Sein bislang bestes Ergebnis erreichte Fentz mit dem zehnten Platz bei der Europameisterschaft 2017 in Ostrava. Dabei versuchte er insgesamt drei Vierfachsprünge und stellte persönliche Punktebestleistungen in Kurzprogramm und Kür sowie der Gesamtleistung auf. Damit sicherte sich der Berliner die Nominierung für die Weltmeisterschaft in Helsinki. Dort erreichte er bei seinem Debüt den 20. Platz und sicherte damit der Deutschen Eislauf-Union einen Olympiastartplatz 2018. Im Dezember 2017 wurde Fentz erstmals Deutscher Meister und sicherte sich somit sein Olympiaticket.
Für die Saison 2018/19 behielt Fentz seine Kür zum Serienhit Game of Thrones behalten, das Kurzprogramm lief er zu Blue Skies von Sam Harris. Beide Programme wurden von Mark Pillay choreographiert.
Er plante Ende September zum 50-jährigen Jubiläum der Nebelhorn Trophy in Oberstdorf anzutreten, musste den Wettbewerb jedoch aufgrund einer Hüftprellung absagen. Rund einen Monat später belegte er beim „Golden Bear“ in Zagreb den zweiten Platz hinter dem Italiener Daniel Grassl.
Einen seiner besten Auftritte feierte Fentz beim Cup of Russia in Moskau. Ohne Vierfachsprung, aber mit einem sauberen Programm belegte er den 5. Platz nach der Kurzkür. Er rangierte unter anderem vor dem WM-Dritten Michail Koljada aus Russland und dem Silbermedaillengewinner von Skate Canada, Keegan Messing aus Kanada. Damit sicherte er sich einen Platz in der letzten Gruppe der Kür. Den geplanten vierfachen Toeloop zu Beginn zeigte er zwar nur dreifach, ließ sich davon aber nicht verunsichern und stand sechs weitere Dreifachsprünge, darunter auch zweimal den dreifachen Axel. So kam er in der Gesamtwertung auf 220,57 Punkte und beendete seinen zweiten Grand-Prix-Auftritt auf dem sechsten Rang.
In der Saison 2019/20 wurde Paul Fentz zum dritten Mal in Folge Deutscher Meister. Bei den Europameisterschaften 2020 erreichte der den 8. Platz. Für die Weltmeisterschaften 2020 war Fentz qualifiziert, der Wettbewerb wurde aber aufgrund der COVID-19-Pandemie abgesagt.
Bei den Deutschen Meisterschaften 2021 konnte er seinen Titel nicht verteidigen. Der Berliner Landesverband hatte beschlossen, daran wegen der COVID-19-Pandemie nicht teilzunehmen. Bei den Weltmeisterschaften 2021 belegte er den 26. Platz.
2022 wurde Paul Fentz ein weiteres Mal Deutscher Meister. Er litt allerdings in der Saison 2021/22 an einer Verletzung. So musste er seine Teilnahme am Grand-Prix-Wettbewerb in Italien nach dem Kurzprogramm abbrechen. Fentz bemühte sich um eine Qualifikation für seine zweiten Olympischen Spiele, konnte sich aber bei der Nebelhorn Trophy nicht direkt qualifizieren. Bei den Europameisterschaften 2022 lag er nach dem Kurzprogramm auf dem 11. Platz, fiel aber in der Kür auf den 16. Platz. Damit lag er drei Plätze hinter Nikita Starostin. Paul Fentz wurde für den Teamwettbewerb aufgestellt. Dort belegte Fentz wie auch das Eistanzpaar Katharina Müller/Tim Dieck im Kurzprogramm den letzten Platz. Aufgrund dieser schwachen Ergebnisse sowie des Fehlens eines deutschen Paares wegen der COVID-Infektion von Nolan Seegert belegte das deutsche Team insgesamt den vorletzten Platz und konnte sich nicht für die Kür qualifizieren. Fentz zeigte sich trotzdem zufrieden damit, dass er an zwei Olympischen Spielen teilnehmen konnte.
Im Januar 2023 gab Fentz das Ende seiner Wettbewerbskarriere bekannt. Er arbeitet nun bei einem Software-Unternehmen und nebenbei als Trainer.

## Ergebnisse
| Meisterschaft / Saison           | 07/08 | 08/09 | 09/10 | 10/11 | 11/12 | 12/13 | 13/14 | 14/15 | 15/16 | 16/17 | 17/18 | 18/19 | 19/20 | 20/21 | 21/22 |
| -------------------------------- | ----- | ----- | ----- | ----- | ----- | ----- | ----- | ----- | ----- | ----- | ----- | ----- | ----- | ----- | ----- |
| Olympische Winterspiele (Einzel) |       |       |       |       |       |       |       |       |       |       | 22.   |       |       |       |       |
| Olympische Winterspiele (Team)   |       |       |       |       |       |       |       |       |       |       | 7.    |       |       |       | 9.    |
| Weltmeisterschaften              |       |       |       |       |       |       |       |       |       | 20.   | 15.   | 28.   |       | 26.   |       |
| Europameisterschaften            |       |       |       |       |       |       |       |       | 16.   | 10.   | 16.   | 15.   | 8.    |       | 16.   |
| Deutsche Meisterschaften         |       |       | 8.    | 5.    | 2.    | 3.    | 3.    | 2.    | 2.    | 2.    | 1.    | 1.    | 1.    |       | 1.    |
| Deutsche Juniorenmeisterschaften | 6.    | 1.    |       |       |       |       |       |       |       |       |       |       |       |       |       |
| Grand-Prix-Wettbewerb / Saison   | 07/08 | 08/09 | 09/10 | 10/11 | 11/12 | 12/13 | 13/14 | 14/15 | 15/16 | 16/17 | 17/18 | 18/19 | 19/20 | 20/21 | 21/22 |
| Skate Canada                     |       |       |       |       |       |       |       |       |       |       | 10.   |       | 11.   |       |       |
| Cup of Russia                    |       |       |       |       |       |       |       |       |       |       |       | 6.    |       |       |       |
| Challenger-Wettbewerb / Saison   | 07/08 | 08/09 | 09/10 | 10/11 | 11/12 | 12/13 | 13/14 | 14/15 | 15/16 | 16/17 | 17/18 | 18/19 | 19/20 | 20/21 | 21/22 |
| Nebelhorn Trophy                 |       |       |       |       |       | 16.   |       | 12.   |       | 8.    |       | Z     |       | 6.    | 13.   |
| Warsaw Cup                       |       |       |       |       |       | 4.    | 4.    | 4.    |       | 7.    | 7.    |       | 12.   |       | 12.   |
| Golden Spin of Zagreb            |       |       |       |       |       |       |       |       | 9.    |       |       | 8     | 14.   |       |       |
| Tallinn Trophy                   |       |       |       |       |       |       |       |       | 10.   |       |       |       |       |       |       |
| Finlandia Trophy                 |       |       |       |       |       |       |       |       |       | 8.    | 7.    |       |       |       |       |
| Sonstiger Wettbewerb / Saison    | 07/08 | 08/09 | 09/10 | 10/11 | 11/12 | 12/13 | 13/14 | 14/15 | 15/16 | 16/17 | 17/18 | 18/19 | 19/20 | 20/21 | 21/22 |
| Triglav Trophy                   |       |       |       | 7.    |       |       |       |       |       |       |       |       |       |       |       |
| NRW Trophy                       |       |       |       |       | 7.    | 8.    | 6.    | 4.    |       | 2.    |       |       |       | 2.    |       |
| Cup of Nice                      |       |       |       |       | 10.   |       | 14.   |       | 9.    |       |       |       |       |       |       |
| International Challenge Cup      |       |       |       |       | 9.    |       |       |       |       |       |       |       | 8.    |       |       |
| Bavarian Open                    |       |       |       |       |       | 3.    | 4.    |       |       |       |       |       |       |       |       |
| Hellmut Seibt Memorial           |       |       |       |       |       | 2.    |       |       |       |       |       |       |       |       |       |
| Coupe Printemps                  |       |       |       |       |       | 4.    |       |       |       |       |       |       |       |       |       |
| MNNT Cup                         |       |       |       |       |       |       |       | 4.    |       | 3.    |       |       |       |       |       |
| Cup of Tyrol                     |       |       |       |       |       |       |       |       |       | 5.    |       |       |       |       |       |
| Golden Bear of Zagreb            |       |       |       |       |       |       |       |       |       |       |       | 2.    |       |       |       |

Z = Zurückgetreten

## Programme
| Saison  | Kurzprogramm                                                                       | Kür |
| ------- | ---------------------------------------------------------------------------------- | --- |
| 2021/22 | Wire to Wire von Razorlight                                                        | Rock You Like a Hurricane von den Scorpions                                                              |
| 2020/21 | Wire to Wire von Razorlight                                                        | I’m Still Standing Elton John interpretiert von Taron Egerton                                            |
| 2019/20 | Blue Skies Interpret: Sam Harris Choreographie: Mark Pillay                        | I’m Still Standing Elton John und Bernie Taupin interpretiert von Taron Egerton                          |

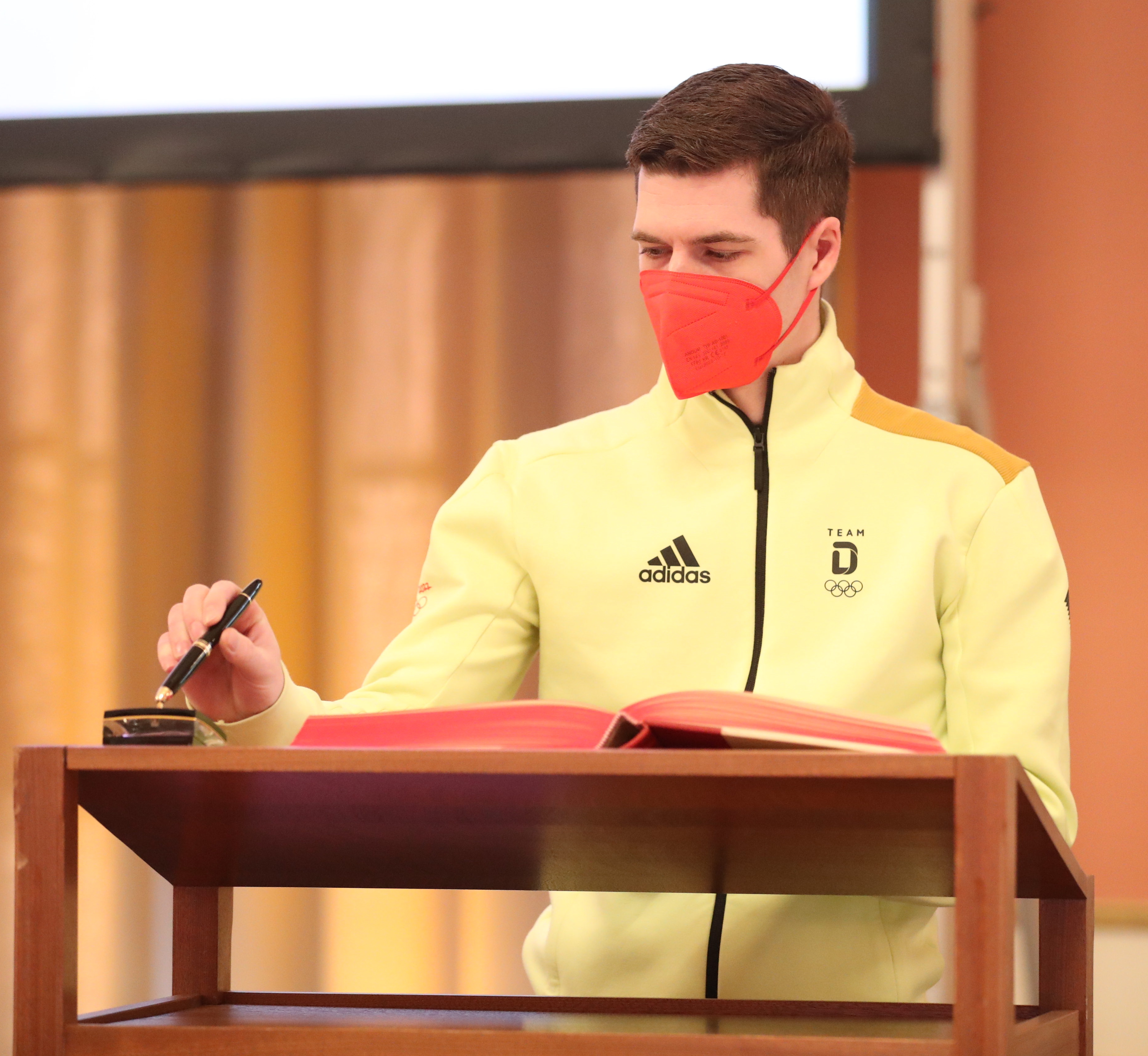
Paul Fentz beim Eintrag in das Goldene Buch während des Empfangs der Berliner Teilnehmenden der Olympischen Winterspiele 2022 im Roten Rathaus

| 2018/19 | Blue Skies Interpret: Sam Harris Choreographie: Mark Pillay                        | Game-of-Thrones-Medley Komponist: Ramin Djawadi Choreographie: Mark Pillay                               |
| 2017/18 | Wonderwall Komponist: Noel Gallagher Interpret: Paul Anka Choreographie: Paul Boll | Game-of-Thrones-Medley Komponist: Ramin Djawadi Choreographie: Mark Pillay                               |
| 2016/17 | Wonderwall Komponist: Noel Gallagher Interpret: Paul Anka Choreographie: Paul Boll | Pink-Floyd-Medley - Hey You - Another Brick in the Wall Interpret: Pink Floyd Choreographie: Mark Pillay |
| 2015/16 | Barcelona 1999 Komponist: John Tesh Choreographie: Paul Boll                       | Pink-Floyd-Medley - Hey You - Another Brick in the Wall Interpret: Pink Floyd Choreographie: Mark Pillay |
| 2014/15 | Barcelona 1999 Komponist: John Tesh Choreographie: Paul Boll                       | Nothing Else Matters Interpret: Metallica, Apocalyptica Choreographie: Hendryk Schamberger               |
| 2011/12 | Genesis Interpret: Justice Choreographie: Paul Boll                                | Blood Diamond Komponist: James Newton Howard Choreographie: Hendryk Schamberger                          |
| 2010/11 | Beethoven Selektion Komponist: Ludwig van Beethoven Choreographie: Paul Boll       | Once upon a time in Mexico Komponist: Edvin Marton Choreographie: Paul Boll                              |